# Костел святого Йосифа (Гнівань)

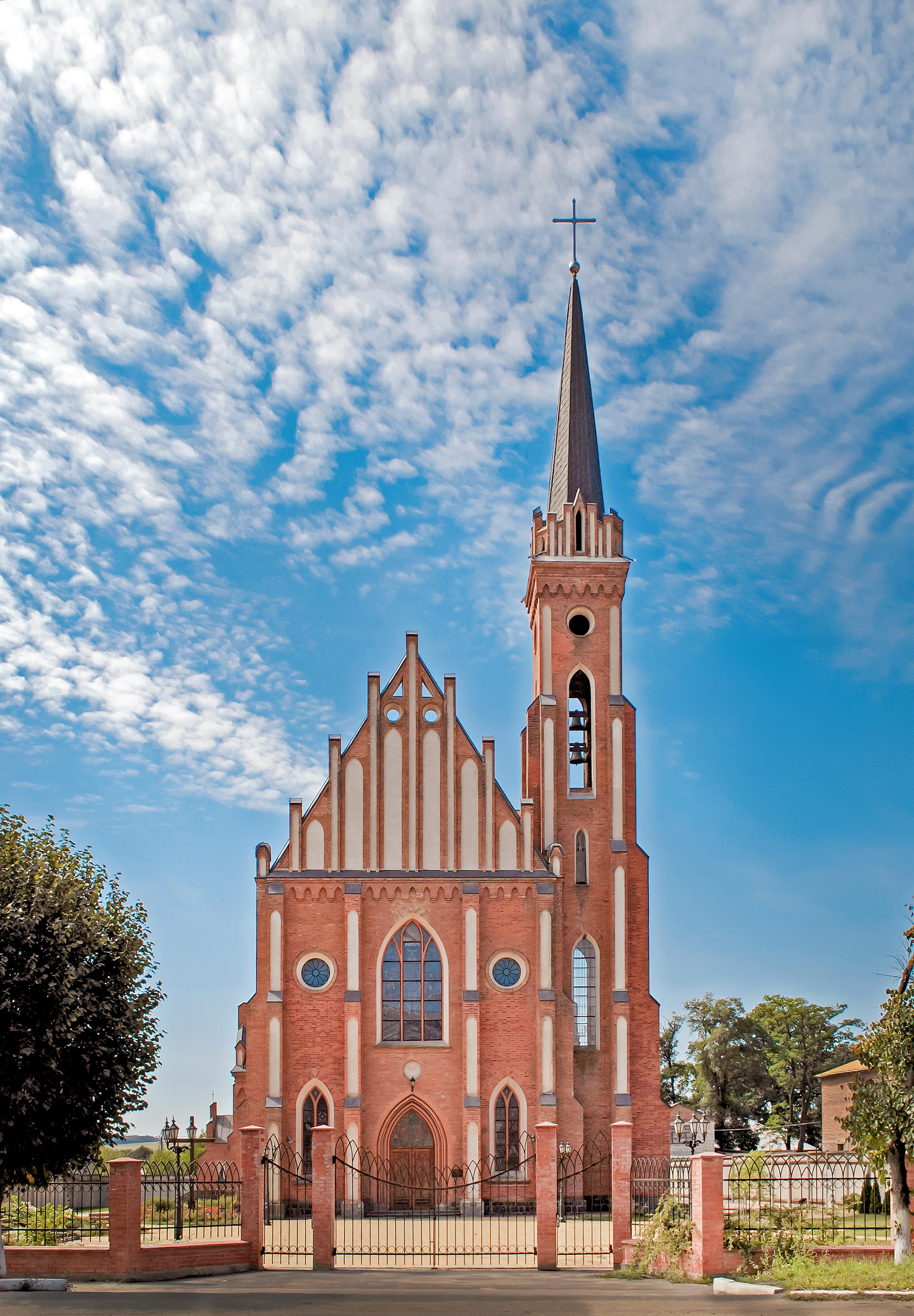
Костел святого Йосифа

Костел святого Йосифа — костел міста Гнівань Вінницької області.

## Історія
Місцеві римо-католики не мали власного костелу та відвідували споруджений 1776 року храм св. Матвія у Ворошилівці. У 1903—1906 роках у Гнівані було споруджено власний неоготичний храм за проектом Фелікса Ольшанського завдяки зусиллям о. Франциска Шимкуса на кошти о. Яна Барановського, Кароліни Ярошинської та парафіян. 14 вересня 1906 року костел освятили під титулом св. Йосифа, Обручника.
Проте зі встановленням радянської влади спочатку 1922 року конфіскували усі літургійні предмети, весною 1930 року зняли дзвони, які називались Зигмунд, Кароліна і Сигнатурка, для потреб електротехнічної промисловості, а потім і хрест (активіст Петро Євтіхов, котрий зкинув його з вежі, через тиждень помер). Остаточно храм закрили 1935 року, розташувавши у ньому гуртожиток пожежних курсів. Під час війни костел знову запрацював, але лише до приходу радянських військ. У 1958 р. у храмі розмістили цех підшипникового заводу (для цього його розділили на 4 поверхи та розібрали вежу).
Парафію у Гнівані зареєстрували 26 грудня 1991 року, а костел повернули 1992 году, тоді ж і було розпочато його ремонт за проектом архітекторів Юрія Плясовиці (Вінниця) і Б. Стельмаха (Люблін, Польща). Керував роботою з відновлення храму майбутній єпископ о. Яцек Пиль OMI — це була перша реконструкція молодого священника. 14 вересня 1997 року відремонтований костел, якому повернули первинну форму, освятили. 16 березня 2019 року єпископ Леон Дубравський OFM проголосив храм дієцезіальним санктуарієм.